# Zofia Ligęza
Zofia z Ligęzów Skotnicka herbu Półkozic (zmarła w 1652 roku) – kasztelanowa połaniecka, córka Mikołaja Ligęzy, (ok. 1530-1603) oraz Elżbiety Jordanówny – kasztelanki krakowskiej, córki Spytka Wawrzyńca Jordana, żony Stanisława Bonera i Mikołaja Ligęzy.

## Życiorys
Jej bratem był Mikołaj Spytek Ligęza (ok. 1562-1637) – kasztelan sandomierski 
Żona Jana Skotnickiego (prototypu postaci Rejenta Milczka z Zemsty Aleksandra Fredry) – kasztelana połanieckiego.
Zofia Ligęzianka-Skotnicka zapisała się w historii Krosna, m.in. jako fundatorka kolegium Roratystów, na które przekazała w 1645 roku swój pałac - dawną siedzibę biskupów przemyskich.
Była też w latach 1644-1649 fundatorką klasztoru Zgromadzenia Bernardynek w Rzeszowie 